# Charles J. Colcock
Charles Jones Colcock (30 april 1820 – 22 oktober 1891) was een Amerikaanse militair. Hij diende tijdens de Amerikaanse Burgeroorlog als kolonel bij de 3rd South Carolina Cavalry en nam tijdens de Slag bij Honey Hill het bevel over van generaal-majoor G.W. Smith.

## Vroege jaren
Charles J. Colcock werd geboren op 30 april 1820 in Barnwell County, South Carolina. Hij was de zoon van Thomas Hutson Colcock en Elizar Mary Hay. In 1838 huwde Charles met Mary Caroline Heyward. Na haar overlijden huwde hij in 1851 met Lucy Frances Horton. Hij werd opnieuw weduwenaar en huwde in 1864 met Agnes Bostick. Verschillende van zijn zonen zouden eveneens dienst nemen in het Confederate States Army.

### Amerikaanse Burgeroorlog
Colcock zou pas in 1863 dienst nemen in het Zuidelijke leger.  Hij kreeg de rang van kolonel en werd bevelhebber van het  3rd South Carolina Cavalry. Samen met zijn regiment beschermde hij de Charleston and Savannah Railway.
Hij werd bevelhebber van het Third Military District van de Ashepoo tot de Savannah rivier. Tijdens Shermans Mars naar de Zee probeerde generaal-majoor G. W. Smith de Noordelijke opmars te vertragen. Op 30 november 1864, tijdens de Slag bij Honey Hill, gaf Smith het commando over aan kolonel Colcock  omdat deze de lokale topografie zeer goed kende. Dankzij deze kennis slaagde Colcock erin om een overwinning te boeken op de Noordelijken.

### Latere jaren
Over zijn leven na de oorlog is weinig geweten. Hij overleed op 22 oktober 1891 in Hampton County, South Carolina en werd begraven in Sheldon, South Carolina.